# 八幡神社 (静岡市)
八幡神社（はちまんじんじゃ）は、静岡県静岡市駿河区八幡山にある神社。静岡市の代表的な八幡神社なので、静岡八幡神社（しずおかはちまんじんじゃ）とも称される。

## 概要
JR静岡駅の東方、県道407号（南幹線）、県道384号（久能街道）、丸子池田線、産業館西通りに囲まれた場所にある「八幡山（やはたやま）」の山上に鎮座。
創建は推古5年（597年）とされる。『日本惣国風土記』に記載の「有渡郡八幡岡八幡神社」は当社を指すとされる。中世以降は源、今川、武田、徳川といった武将たちに崇敬された。
平安時代、「八幡太郎」こと源義家による再建があったとされる。
室町時代の応永18年（1411年）、守護として駿府へ入った今川範政は、要所に駿府防衛のため城塞を築いたが、当地にも八幡城（八幡山城）を築城した。今川家7代目の跡目争いで今川氏親についた伊勢新九郎(北条早雲)は八幡山城を修築して氏親を当主の座に導く。相続を決めた氏親は永正14年（1517年）、朽ちていた八幡社殿を修造した。しかし永禄11年（1568年）、武田信玄により焼き討ちされている。現在も神社東方の八幡山公園には城跡が残る 。
江戸時代に入った慶長18年（1613年）、徳川家康の命令で中井大和守が拝殿、神楽殿、桜門、諸末社等を修造する。
近世まで、守護・今川氏親、丸子城城主・斉藤安元などの名がある本殿棟札や、徳川家康奉納の楼門などが残っていたが、1945年（昭和20年）6月の静岡大空襲により焼失した。
現在境内には、1915年（大正4年）の久能山東照宮300年祭で奉納された狛犬や、東照宮本殿のものだったとも家康が寄進したとも伝わる徳川家奉納の御簾がある。

## 祭神
- 応神天皇（誉田別命）

## 境内社
- 荒神社
  - カグツチノミコト
  - オクツヒコノミコト
  - オクツヒメノミコト

かつては秋葉神社も存在し、迦具土命と、奥津彦命、奥津姫命とは分けられていたとされる。
- 日枝神社（山王社）
  - オオヤマクヒノミコト

大歳神の御子神。八幡社が勧進されるより以前から、当地の地主神として祀られていたと伝わる。
- 若宮八幡神社
- 胸形神社
- 衢社（庚申社）
- 廰宮
- 渡神社
- 稲生神社
- 山神社
- 本居神社
- 津島神社（天王社）
- 三峰神社